# Barret Benson
Barret Benson (Hinsdale, Illinois, 25 de diciembre de 1997) es un baloncestista estadounidense que actualmente juega en el MKS Start Lublin de la Polska Liga Koszykówki. Con 2,09 metros de estatura, juega en la posición de pívot.

## Trayectoria deportiva
Es un pívot formado en Hinsdale South High School de su ciudad natal, antes de ingresar en 2016 en la Universidad Northwestern, universidad privada ubicada en el área de Chicago, Illinois, donde jugaría durante tres temporadas la NCAA con los Northwestern Wildcats.
En 2019, cambia de universidad e ingresa en la Universidad del Sur de Illinois Carbondale, situada en Carbondale (Illinois), donde jugaría durante la temporada 2019-20 la NCAA con los Southern Illinois Salukis.
Tras no ser elegido en el Draft de la NBA de 2020, el 14 de diciembre de 2020, firma por el BC Dinamo Tbilisi de la Georgian Super Liga. Sin embargo dejó el equipo tras jugar sólo 4 partidos y, el 29 de enero de 2021, se incorporó como refuerzo al Uni Baskets Paderborn de la ProA, la segunda división germana.
En verano de 2021, firma por el Golden Eagle YLLI de la Superliga de baloncesto de Kosovo.
El 3 de diciembre de 2021, firmó un contrato con el BC Rilski Sportist de la Liga de Baloncesto de Bulgaria.
En la temporada 2022-23, se compromete con el Spartak Pleven de la Liga de Baloncesto de Bulgaria.
El 24 de noviembre de 2022, firma por el Spójnia Stargard de la Polska Liga Koszykówki.